# Fissidens dalamair
Fissidens dalamair är en bladmossart som beskrevs av Hiroyuki Akiyama 1993. Fissidens dalamair ingår i släktet fickmossor, och familjen Fissidentaceae. Inga underarter finns listade i Catalogue of Life.